# Thành phố Thép Bokaro
Thành phố Thép Bokaro (tiếng Hindi: बोकारो स्टील सिटि) phát âmⓘ, là thành phố có các nhà máy thép lớn nhất ở Ấn Độ, và là nơi có nhiều ngành công nghiệp vừa và nhỏ khác. Đây là trung tâm hành chính của quận Bokaro.
Tọa lạc tại Cao nguyên Chhotanagpur, thành phố này có địa hình nhấp nhô điển hình bị chia cắt bởi các thung lũng là suốt cắt qua. Trong một thời gian ngắn khoảng 2 thập kỷ, từ đây đã mọc lên một thành phố mới trên cơ sở kinh tế đa dạng, trở thành một trung tâm đô thị vùng với khoảng 800.000 dân kéo đến từ khắp nơi trên đất nước Ấn Độ, khiến cho thành phố này như một Ấn Độ thu nhỏ.

## Nhân khẩu
Theo điều tra dân số năm 2001 của Ấn Độ, Thành phố Thép Bokaro có dân số 394.173 người. Phái nam chiếm 54% tổng số dân và phái nữ chiếm 46%. Thành phố có tỷ lệ 73% biết đọc biết viết, cao hơn tỷ lệ trung bình toàn quốc là 59,5%: tỷ lệ cho phái nam là 82%, và tỷ lệ cho phái nữ là 64%. Tại Bokaro, 12% dân số nhỏ hơn 6 tuổi.